# Анпиловка
Анпиловка — село в Старооскольском районе Белгородской области России. Входит в состав Незнамовской сельской территории.

## География
Расположено на реке Оскол, выше по течению места впадения реки Убля.

## История
В 1968 г. указом президиума ВС РСФСР деревни Бор-Малявинка и Бор-Анпиловка, фактически слившиеся в единый населенный пункт, назван Анпиловкой.

## Население
| 2002 | 2010 |
| ---- | ---- |
| 233  | ↘232 |

## Известные уроженцы
- Простакова, Нина Петровна — Герой Социалистического Труда (1958).

## Инфраструктура
Детский лагерь «Космос». Садовые товарищества.
Установлен Мемориал Великой Отечественной войны.

## Транспорт
Село доступно автомобильным, водным и железнодорожным транспортом. Остановки общественного транспорта «Детский лагерь Космос», «Казарма» на автодороге 14Н-666. Пристань «Мичуринец» на Осколе. В северной части села расположена железнодорожная платформа 617 км.